# 豊橋市立下地小学校
豊橋市立下地小学校（とよはししりつしもじしょうがっこう）は愛知県豊橋市下地町にある公立小学校。

## 学校紹介
本校の歴史は古く、明治6年に学区制が定められると、明治6年10月18日、聖眼寺の庫裡を教室に「第10中学区第36番下地村小学豊麻校」として設立された。開設当時から学校設立の願いとともに、地主の好意により明治15年7月15日この地に校舎が建設された。その後、数々の校名変更があり、昭和22年4月現在の豊橋市立下地小学校と改称された。
下地小学校は、豊川の右岸に沿って校区があり、川沿い近くに位置している。左岸には、吉田城や市役所があり、市の中心部に近い。以前は、豊川を利用して材木店が栄えていたが、今では自動車関係の店が多く県道豊橋・豊川線と国道1号線が交差した交通の要衝となっている。
学区内は、古くからの住宅地で三世代構成の割合が高く、PTAをはじめ、自治会・校区各種団体が教育活動に理解がある。
本校の特色ある行事として夏場に行われる豊川横断水泳大会がある。本年度で27回目を迎え、第1回目は、昭和57年に「豊川横断を日ざす会」として「泳ぐのに勇気がいる川を泳ぎ切り、怖さを克服する価値は計りしれない、子ども達が人生を生きていく活力源になる」と始められた。
また、本校のシンボルとなっている銀杏の木が運動場に影を映している。この銀杏の木は、明治15年に聖眼寺から現在地に移転した時に植えられた記念樹で、火災から学校を守る木として伝えられている。「とよはしの巨木・名木百選」にも選ばれている大銀杏の木でもある。

## 行事について
- 5月上旬：銀杏遠足
一年生から六年生までのグループ(銀杏班)で計画をし、遠足をする。遊びには、先生探しが必ずあり、班に渡された紙に書かれた先生にシールを貰い、早く終わった班から弁当を食べられる。シールを貰うには、先生の出したお題に挑戦しなければならない。じゃんけんからクイズまでお題の幅は広い。
- 8月：豊川横断水泳大会
豊川横断水大会を目標に下地小学校では一年生から水泳の授業がある。
- 11月：学芸会
基本的に一・三・五年生はミュージカル、二・四・六年生は劇である。

## 教育目標
よく考える子体を鍛える子仲良くする子。平成27年度卒業生により看板が塗り替えられた。

## 教訓
体も元気心も元気。校舎の看板は、平成27年度全国健康づくり推進学校表彰式にて最優秀賞記念に修復された。